# Metropoolregio Utrecht
De Metropoolregio Utrecht (MRU), is een samenwerkingsverband van een groep Nederlandse gemeenten op basis van de Wet gemeenschappelijke regelingen. Het is samenvoeging van twee netwerkorganisaties van gemeenten (U10 en Regio Amersfoort) en heeft als doel om een gezonde, duurzame en toekomstbestendige leefomgeving te creëren. Deze metropoolregio beslaat het merendeel van de provincie Utrecht en twee gemeenten in Gelderland. De regio telt ca. 1,4 miljoen inwoners.

## Gemeenten
Er maken 25 gemeenten deel uit van de Metropoolregio Utrecht. De tabel toont bij elke gemeente het inwonertal per 1 januari 2024.
| Gemeente            | Inwoners  |
| ------------------- | --------- |
| Amersfoort          | 161.825   |
| Baarn               | 25.062    |
| Barneveld           | 62.603    |
| De Bilt             | 43.709    |
| Bunnik              | 16.116    |
| Bunschoten          | 22.620    |
| Eemnes              | 9.757     |
| Houten              | 50.855    |
| IJsselstein         | 33.424    |
| Leusden             | 31.669    |
| Lopik               | 14.723    |
| Montfoort           | 13.860    |
| Nieuwegein          | 65.974    |
| Nijkerk             | 45.358    |
| Oudewater           | 10.220    |
| De Ronde Venen      | 45.812    |
| Soest               | 47.685    |
| Stichtse Vecht      | 65.893    |
| Utrecht             | 374.411   |
| Utrechtse Heuvelrug | 50.553    |
| Vijfheerenlanden    | 61.650    |
| Wijk bij Duurstede  | 23.953    |
| Woerden             | 53.730    |
| Woudenberg          | 14.633    |
| Zeist               | 66.623    |
| Totaal              | 1.400.392 |